# Barocco Festival
Il Barocco Festival è una manifestazione musicale che si tiene a San Vito dei Normanni (Provincia di Brindisi) durante l'estate, precisamente nei mesi di agosto o settembre.
Il Festival, che è dedicato a Leonardo Leo (1694 -1744), noto musicista che ebbe i natali in questa cittadina, nasce nel 1997 con l'obiettivo di recuperare la memoria del Maestro compositore e nel promuovere la sua arte.
Dalla sua prima edizione la manifestazione è cresciuta, richiamando artisti di livello internazionale ed un folto pubblico di appassionati di musica barocca.
Il festival ogni anno si svolge in vari siti storici delle città della provincia, solitamente ville e castelli, in modo da ricreare l'atmosfera barocca.

## Storia
L'idea è nata per iniziativa dell'amministrazione comunale della città di San Vito dei Normanni nel 1997. A partire dal 2005 il festival è stato tirocinato anche da parte della dall'amministrazione provinciale di Brindisi e dal 2006 dalla Regione Puglia.

## Riconoscimenti
Il festival ha ricevuto nel 2007 l'Alto Patronato del Presidente della Repubblica, allora Giorgio Napolitano.
Tra il 2010 e il 2012 il festival ha ricevuto anche 4 medaglie di rappresentanza.